# Братерське
Бра́терське — село в Україні, у Компаніївській селищній громаді Кропивницького району (до 17 липня 2020 року — у складі ліквідованого Компаніївського району) Кіровоградської області. Населення становить 241 осіб. До 2020 орган місцевого самоврядування — Червоновершківська сільська рада.

## Населення
Згідно з переписом УРСР 1989 року чисельність наявного населення села становила 242 особи, з яких 119 чоловіків та 123 жінки.
За переписом населення України 2001 року в селі мешкала 241 особа.

### Мова
Розподіл населення за рідною мовою за даними перепису 2001 року:
| Мова       | Відсоток |
| ---------- | -------- |
| українська | 96,68 %  |
| російська  | 2,07 %   |
| молдовська | 1,24 %   |